# ヴェルシュタット
ヴェルシュタット (ドイツ語: Wöllstadt) は、ドイツ連邦共和国ヘッセン州ヴェッテラウ郡に属す町村（以下、本項では便宜上「町」と記述する）である。

## 地理

### 隣接する市町村
ヴェルシュタットは、北はフリートベルク (ヘッセン)、東はニッダタール、南はカルベン、西はロスバッハ・フォア・デア・ヘーエ（いずれもヴェッテラウ郡）と境を接している。

### 市の構成
自治体ヴェルシュタットは、ニーダー＝ヴェルシュタットおよびオーバー＝ヴェルシュタットの 2地区で構成されている。
- ニーダー＝ヴェルシュタット
- オーバー＝ヴェルシュタット

## 歴史
- 最初の文献記録は、790年に遺されている。
- 宗教改革の時代に、ニーダー＝ヴェルシュタットおよびオーバー＝ヴェルシュタットは福音主義に改宗した。オーバー＝ヴェルシュタットは1580年頃にマインツ選帝侯領に編入されたが、ルター派の信仰を長らく保持していた。17世紀の初めにやっとカトリックに戻された。ニーダー＝ヴェルシュタットは福音主義のまま残された。
- 改革派の牧師で魔女狩りや拷問に対する反対運動の闘士であったアントン・プレトリウスは、1603年に、再カトリック化されて日の浅いオーバー＝メルレンでの礼拝に参加した後、カトリック説教者のマリアの告知に関する説教について激しい論争を行ったため、マインツ大司教に逮捕され、何週間もの間拘留された。彼は、ハイデルベルク領主であるプファルツ選帝侯フリードリヒ4世の個人的な取りなしによって、やっと救出された。
- 三十年戦争でヴェルシュタットは大きな巻きぞいを受けた。1622年と1626年に兵士がこの地域を掠奪していった。
- 陪臣化および世俗化まで、ニーダー＝ヴェルシュタットはゾルムス伯領（1607年以降は、そのレーデルハイム分家）、オーバー＝ヴェルシュタットはマインツ選帝侯領に属した。

### 市町村合併
1972年8月1日にそれまで独立した自治体であったニーダー＝ヴェルシュタットおよびオーバー＝ヴェルシュタットの両村が合併して、新たな自治体ヴェルシュタットが成立した。

## 行政

### 議会
2011年3月27日の町議会銀選挙以降、ヴェルシュタットの町議会は 31議席で構成されている。

### 首長
2012年9月23日のヴェルシュタット町長選挙でアドリアン・ロスコーニ（無所属）が、61.7 % の票を獲得して新たな町長に選出された。この選挙の投票率は 68.7 % であった。ロスコーには2013年3月15日に町長に就任した。

## 経済と社会資本

### 交通
ヴェルシュタットの両地区を連邦道 B3号線が通っている。両地区では騒音やゴミが非常に多くなり、周辺住民は何年にもわたってバイパス道路を求めて闘争を行ってきた。2012年11月に約 7 km の連邦道 B3a号線の建設が始まった。このバイパス道路は、北から来てオーバー＝ヴェルシュタットの東を通り、両地区の間で従来のB3号線を横切り、ニーダー＝ヴェルシュタットを西に迂回してカルベン方面へ向かう B3号線に合流する。さらにニーダー＝ヴェルシュタットの東を通る B45号線に新しい B3a号線へのインターチェンジが北向きに設けられるため、新たに建設される道路の全長は約 9 km となる。このプロジェクトには全部で10本の橋梁建設が必要なる。この工事の完成は、2016年末に計画されている。ニーダー＝ヴェルシュタットには Sバーンの駅があり、マイン＝ヴェーザー鉄道を経由してフランクフルト・アム・マインおよびフリートベルクに運行している。この他に、フリートベルク、バート・ナウハイム、ニッダタールへのバス路線がある。

### メディア
本市は、ヴェッテラウアー・ツァイトゥングおよびフランクフルター・ルントシャウのサービス地域である。

## 人物

### 出身者
- エッケハルト・ファイゲンスパン（1935年 - ）サッカー選手

## 関連図書
- die Wohnung Gottes unter den Menschen! 250 Jahre St. Stefanus Ober-Wöllstadt. 26. September 2004